# Ніцетій (герцог Оверні)
Ніцетій (лат. Nicetius; д/н — після 587) — державний і військовий діяч франкського королівства Австразія.

## Життєпис
Походив зі знатного галло-римського роду. Про початок його діяльності обмаль відомостей. Перша письмова згадка відноситься до 584 року, коли він відправив подарунки Хільдеберту II, королю Австразії. В результаті його було призначено герцогом Оверні, графом Клермона, Юзеса і Родеза, тобто передано в управління так звану Австразійську Аквітанію. За свідченням Григорія Турського Ніцетій був людиною гострого розуму, що встановив мир в Оверні.
585 року брав участь у військовій кампанії проти Леовігільда, короля вестготів. Діяв у Септиманії, проте невдало. Після цього Ніцетію було доручено охороняти кордон з Вестготським королівством у Септиманії. 587 року призначено ректором (намісником) Марсельського Провансу. Натомість втратив посаду графа Клермона. Втім, як й його попередник Динамій, 588 року вступив у конфлікт з Теодором, єпископом Марселя. Подальша доля невідома.